# Marighella (2019)
Marighella é um filme brasileiro de 2019 dirigido por Wagner Moura, baseado na vida de Carlos Marighella.
O filme, adaptado da biografia Marighella: O Guerrilheiro que Incendiou o Mundo de Mário Magalhães, é o primeiro de Moura como diretor e conta com Seu Jorge como protagonista. Ele estrearia nos cinemas brasileiros em 20 de novembro de 2019, dia nacional da Consciência Negra, porém, foi adiado para 2020 devido a problemas com a Agência Nacional do Cinema. Com a pandemia de COVID-19 no Brasil, o filme foi adiado novamente. Foi lançado nos cinemas pela Paris Filmes e Downtown Filmes em 4 de novembro de 2021, no aniversário de 52 anos da morte de Marighella.

## Enredo
Ano 1969. Carlos Marighella não tinha tempo para ter medo. Por um lado, uma violenta ditadura militar. Por outro, uma esquerda intimidada. Ao lado, revolucionários 30 anos mais jovens que ele e dispostos a lutar, o líder revolucionário optou pela ação. Em Marighella, o inimigo número um do Brasil tenta articular uma resistência o tempo todo, expulsando os crimes hediondos de tortura e a infame censura instituída pelo regime opressivo. Em um confronto radical, ele luta por um povo cujo apoio é incerto - o tempo todo tentando manter a promessa de se reunir com seu filho - de quem ele se distanciou para proteger a democracia.

## Elenco
- Seu Jorge como Carlos Marighella
- Bruno Gagliasso como Lúcio, equivalente a Sérgio Paranhos Fleury
- Luiz Carlos Vasconcelos como Almir, equivalente a Joaquim Câmara Ferreira
- Jorge Paz como Jorge, equivalente a Virgílio Gomes da Silva
- Bella Camero como Bella
- Humberto Carrão como Humberto
- Adriana Esteves como Clara
- Herson Capri como Jorge Salles
- Henrique Vieira como Frei Henrique, equivalente a Fernando de Brito
- Ana Paula Bouzas como Maria
- Adanilo como Danilo
- Ana Paula Bouzas como Ana
- Carla Ribas como Gorete
- Tuna Dwek como Ieda
- Guilherme Lopes como Guilherme
- Rafael Lozano como Rafael
- Charles Paraventi como Bob
- Brian Townes como Wilson Chandler
- Leonardo Lacerda como Fausto

## Recepção

### Crítica
Marighella estreou no 69° Festival Internacional de Cinema de Berlim, em 14 de fevereiro de 2019, fora da competição pelo Urso de Ouro. A crítica alemã vê mitificação no filme, uma 'Epopeia cansativa', diz RBB. No agregador de críticas Rotten Tomatoes, que categoriza as opiniões apenas como positivas ou negativas, o filme tem um índice de aprovação de 88% calculado com base em 7 comentários dos críticos.
O filme atraiu controvérsias políticas. De acordo com a crítica do Hollywood Reporter, "Wagner Moura apresenta o personagem de Marighella como um herói e mártir da democracia e dos valores liberais, embora, na realidade, Marighella fosse um marxista de extrema-esquerda", e que "Nos padrões atuais, muitos o considerariam um terrorista". Além disso, a etnia de Marighella também foi debatida. No filme, Moura o retrata como um negro, o que levou a diversas críticas de simpatizantes da direita, pois, apesar de ter mãe negra da etnia Hauçá, o pai de Marighella era italiano. Em resposta, Moura argumentou que "não há como discutir qualquer questão social no Brasil sem falar sobre questões raciais. Para mim, Marighella tinha que ser negro."
O filme venceu sete categorias do Grande Prêmio do Cinema Brasileiro 2022. Foram elas: Melhor longa-metragem de ficção, Melhor primeira direção (Wagner Moura), Melhor ator (Seu Jorge), Melhor figurino (Verônica Julian), Melhor direção de arte (Frederico Pinto), Melhor som (George Saldanha, Alessandro Laroca, Eduardo Virmond Lima e Renan Deodato), Melhor direção de fotografia (Adrian Teijido) e Melhor roteiro adaptado (Wagner Moura e Felipe Braga)

### Público e bilheteria
Na estreia nos cinemas do Brasil tornou-se o filme nacional mais visto do ano.
Antes do lançamento, diversas fontes reportaram que robôs foram utilizados para diminuir a avaliação do filme no site IMDb. Em resposta, o IMDb desativou as avaliações na página, que contava com mais de 15 mil avaliações.

### Exibição na TV aberta
Foi exibida pela TV Globo no formato de minissérie, de 16 até 19 de janeiro de 2023, em 4 capítulos.

### Prêmios e indicações
| Ano  | Prêmio                             | Categoria                    | Indicação                                                           | Resultado | Ref.   |
| ---- | ---------------------------------- | ---------------------------- | ------------------------------------------------------------------- | --------- | ------ |
| 2022 | Grande Prêmio do Cinema Brasileiro | Melhor Longa-metragem Ficção | Marighella                                                          | Venceu    | [ 24 ] |
| 2022 | Grande Prêmio do Cinema Brasileiro | Melhor Primeira Direção      | Wagner Moura                                                        | Venceu    | [ 24 ] |
| 2022 | Grande Prêmio do Cinema Brasileiro | Melhor Ator                  | Seu Jorge                                                           | Venceu    | [ 24 ] |
| 2022 | Grande Prêmio do Cinema Brasileiro | Melhor Ator                  | Bruno Gagliasso                                                     | Indicado  | [ 25 ] |
| 2022 | Grande Prêmio do Cinema Brasileiro | Melhor Atriz                 | Adriana Esteves                                                     | Indicada  | [ 25 ] |
| 2022 | Grande Prêmio do Cinema Brasileiro | Melhor Ator Coadjuvante      | Humberto Carrão                                                     | Indicado  | [ 25 ] |
| 2022 | Grande Prêmio do Cinema Brasileiro | Melhor Ator Coadjuvante      | Luiz Carlos Vasconcelos                                             | Indicado  | [ 25 ] |
| 2022 | Grande Prêmio do Cinema Brasileiro | Melhor Atriz Coadjuvante     | Bella Camero                                                        | Indicada  | [ 25 ] |
| 2022 | Grande Prêmio do Cinema Brasileiro | Melhor Roteiro Adaptado      | Felipe Braga e Wagner Moura                                         | Venceu    | [ 26 ] |
| 2022 | Grande Prêmio do Cinema Brasileiro | Melhor Direção de Fotografia | Adrian Teijido, ABC                                                 | Venceu    | [ 26 ] |
| 2022 | Grande Prêmio do Cinema Brasileiro | Melhor Direção de Arte       | Frederico Pinto, ABC                                                | Venceu    | [ 26 ] |
| 2022 | Grande Prêmio do Cinema Brasileiro | Melhor Figurino              | Verônica Julian                                                     | Venceu    | [ 26 ] |
| 2022 | Grande Prêmio do Cinema Brasileiro | Melhor Som                   | George Saldanha, Alessandro Laroca, Eduardo Virmond e Renan Deodado | Venceu    | [ 26 ] |
| 2022 | Grande Prêmio do Cinema Brasileiro | Melhor Maquiagem             | Martín Macías Trujillo                                              | Indicado  | [ 27 ] |
| 2022 | Grande Prêmio do Cinema Brasileiro | Melhor Trilha Sonora         | Antonio Pinto                                                       | Indicado  | [ 27 ] |
| 2022 | Grande Prêmio do Cinema Brasileiro | Melhor Montagem – Ficção     | Lucas Gonzaga                                                       | Indicado  | [ 27 ] |
| 2022 | Grande Prêmio do Cinema Brasileiro | Melhor Efeito Visual         | Saulo Silva                                                         | Indicado  | [ 27 ] |